# Lusacia
Lusacia (en alemán: Lausitz, pronunciación: /ˈlaʊ̯zɪt͡s/ⓘ, en altosorabo: Lužička o Łužyca y en bajosorbio: Łužica; en checo: Lužice, en polaco: Łużyce) es una región ubicada en el este de Sajonia y el sureste de Brandeburgo en la actual Alemania y el sudoeste de Polonia (Silesia). El nombre, de etimología sorbia, significa territorio de los prados pantanosos, abarcando un área de 11 000 km² aproximadamente.
Históricamente, Lusacia se encuentra compuesta por dos "países": Baja Lusacia al norte, zona llana y deprimida cuya capital es Cottbus, y  Alta Lusacia al sur, que tiene por capital a Bautzen. Según la altitud a que se halle, en Alemania se habla de Oberlausitz (Alta Lusacia), la cual se halla al sur, recostada sobre las laderas y vertientes septentrionales de los Cárpatos, y de la Niederlausitz (Baja Lusacia), que ocupa llanuras aluviales a menudo cubiertas de bosques (hayas, abedules, robles y abetos), siendo frecuentes los alisos a orillas de los ríos, lagos y canales artificiales.
Ambos territorios, aunque separados (Marca de Lusacia al norte), fueron gobernados (excepto la zona de Cottbus) junto con Bohemia y Silesia desde la Edad Media hasta que la guerra de los Treinta Años las unió al Electorado de Sajonia. Tras las guerras napoleónicas la Baja Lusacia sajona y parte de la Alta Lusacia fueron incorporadas al Reino de Prusia (que ya poseía Cottbus).
La demanda de materiales de combustión creció con la Revolución Industrial en el siglo XIX, y Lusacia se transformó en una potencia en la extracción minera de lignito. Las excavadoras de los yacimientos avanzaron hasta que no se encontró más carbón, y el territorio de la Baja Lusacia quedó cubierto de cráteres. Tras el fin de la Segunda Guerra Mundial en Europa, la frontera germano-polaca se estableció en el río Neisse dejando la parte más oriental de Lusacia en Polonia. El resto queda repartido entre los estados alemanes de Brandemburgo (Baja Lusacia y parte de Alta Lusacia) y Sajonia (la mayor parte de la Alta Lusacia).
Unas 60 000 personas de esta región hablan el idioma sorabo.

## Lusacia alemana

### Historia

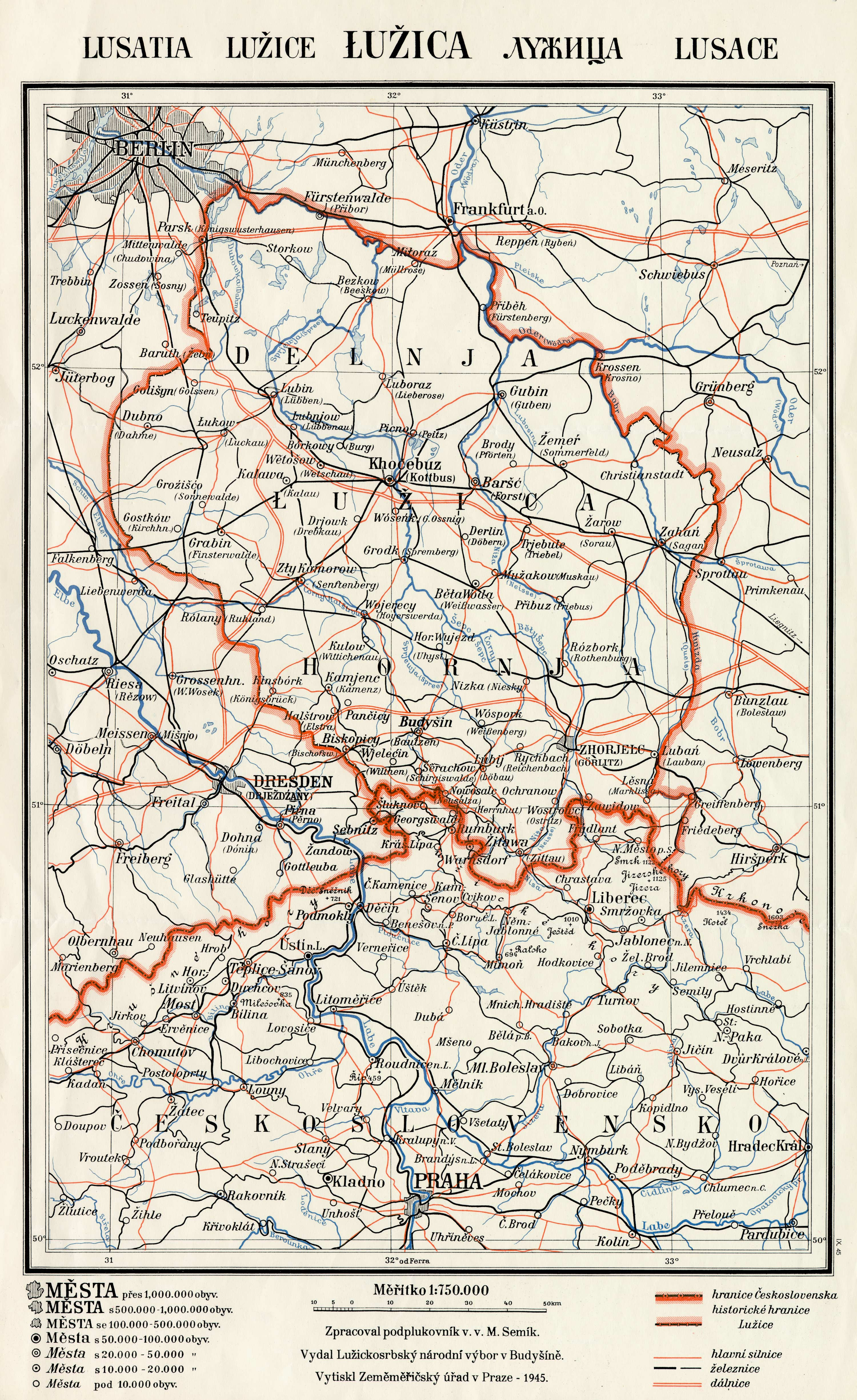
Mapa de Lusacia con nombres sorabos y alemanes.

El territorio fue poblado por pueblos eslavos occidentales a partir del siglo v, cuando había quedado prácticamente despoblado por los germanos (vándalos, godos y lombardos), que habían emigrado masivamente hacia el oeste al invadir el Imperio romano. En torno al siglo ix, el territorio de los eslavos sorabos se encontraba nuevamente dominado por los germanos, en particular desde tiempos del Imperio otónida y la marca y ducado de Meissen. Paulatinamente, los pueblos llamados por los alemanes «wendos» —por ejemplo: los vagrios, obodritas, milcenos, polabos y pomeranios— fueron transculturados y alemanizados; únicamente los sorabos han logrado mantener su idioma y, con este, algo de su identidad étnica en torno a la ciudad de Budyšin (en alemán: Bautzen), aunque los nacionalistas sorabos han reivindicado como parte de su territorio el área de Leipzig (en sorabo: Lipsk). En esa ciudad se constituyó el 10 de septiembre de 1716 la sociedad estudiantil universitaria llamada Sorabija.

### Geografía
El territorio limita al sur con los montes llamados en sorabo Lužické hory y en alemán Lausitzer Gebirge (en ambos casos: Montes de Lusacia), que enlazan al oeste con los Montes Metalíferos y al este con los Sudetes, teniendo una altitud máxima de 793 m s. n. m. en el Lausche. Al norte la región se transforma rápidamente en una llanura anegadiza.
Las zonas más o menos naturales en las que se halla dividida la Lusacia alemana son, de sur a norte:
- Lausitzer Bergland (tierra montañosa de Lusacia) en el sur.
- Lausitzer Heide (llanura o pradera de Lusacia) inmediatamente al norte de la anterior.
- Lausitzer Seenkete o Seenland (tierra de lagos) al norte de la Lausitzer Heide.
- Spreewald, zona relativamente elevada respecto a la de las llanuras y los lagos y naturalmente cubierta de bosques.

#### Alta Lusacia

Escudo de Alta Lusacia.

#### Baja Lusacia

Escudo de Baja Lusacia.

La Baja Lusacia se extiende hasta el río Bóbr por el este, y es atravesada por los ríos Neisse y Spree. Es un paisaje de bosques y prados que presenta morrenas del periodo glaciar, con un suelo llano arenoso,  y con colinas poco altas en la zona de Grenzwall (que significa "muro de la frontera"), la continuación oriental de la Fläming. En la Edad Media en esta zona había bosques densos, cosa que representaba un obstáculo  importante para el trànsito civil y militar. 
Durante los siglos XIX y XX  la minería extensiva de lignito a cielo abierto,  provocó que diversas aldeas de la región fuesen dañadas o destruidas; aunque algunas de las primeras minas ya agotadas se están reconvirtiendo en lagos artificiales para atraer turismo, llamando a la zona Lausitzer Seenland ( "Tierra de lagos de Lusacia").

### Los lagos artificiales
Al terminar la explotación minera en la región y después de la reunificación de Alemania en los años 1990, los gobiernos regionales pusieron en marcha el proyecto Lausitzer Seenkette (actualmente Lausitzer Seenland) para recuperar las más de cien mil hectáreas de terreno con alto contenido de azufre y falta de agua por el bombeo subterráneo de la antigua explotación minera.
La meta es transformar 130 km² aproximadamente en lagos artificiales para atraer el turismo y crear nuevas fuentes de trabajo, en una de las regiones más golpeadas por el desempleo. Los lagos estarán conectados entre sí mediante una red de canales navegables, contando con distintas atracciones turísticas y deportivas.

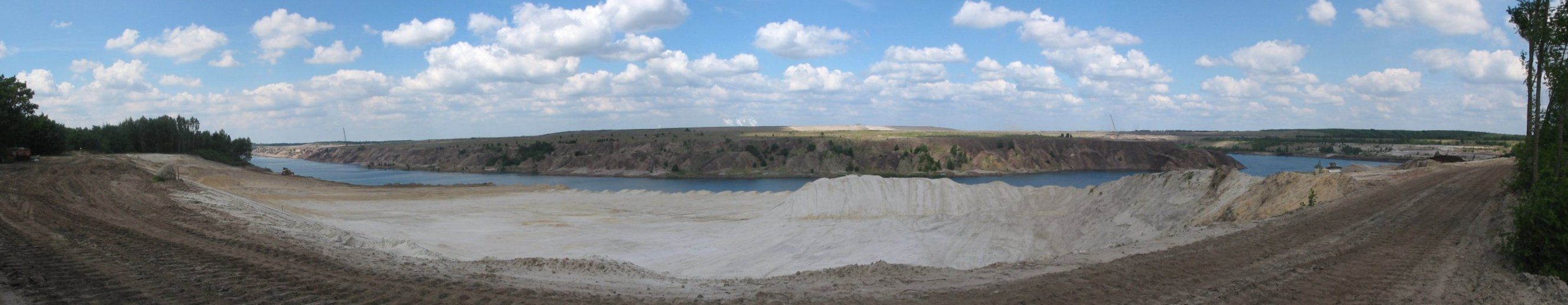
La rehabilitación de las antiguas canteras de la región constituye uno de los proyectos de recuperación medioambiental más importantes dentro de la Unión Europea.

## Etnografía
Lusacia engloba el actual territorio cultural de Sorabia. En Lusacia se hablan dos variantes del idioma sorabo del grupo de las lenguas eslavas occidentales (correspondientes a las dos zonas), que han resistido la influencia de la lengua alemana dominante (dialecto alemán medio oriental) .